# Campeonato Mundial de Ginástica Artística de 1996 - Resultados masculinos
Os resultados masculinos no Campeonato Mundial de Ginástica Artística de 1996 somaram dezoito medalhas nas seis provas disputadas. Os eventos por equipes e concurso geral não foram integrados a esta edição.

## Resultados
| Pos.              | País         | Ginasta            | Pts   |
| ----------------- | ------------ | ------------------ | ----- |
| Medalha de ouro   | Bielorrússia | Vitaly Scherbo     | 9,787 |
| Medalha de prata  | Rússia       | Alexei Voropaev    | 9,700 |
| Medalha de bronze | Ucrânia      | Grigory Misutin    | 9,625 |
| 4                 | Cazaquistão  | Sergei Fedorchenko | 9,562 |
| 5                 | Bielorrússia | Ivan Ivankov       | 9,550 |
| 6                 | França       | Thierry Aymes      | 9,525 |
| 7                 | Bulgária     | Ivan Ivanov        | 9,450 |
| 8                 | Rússia       | Eugeni Podgorni    | 9,125 |

| Pos.              | País            | Ginasta         | Pts   |
| ----------------- | --------------- | --------------- | ----- |
| Medalha de ouro   | Coreia do Norte | Pae Gil Su      | 9,825 |
| Medalha de prata  | Suíça           | Li Donghua      | 9,812 |
| Medalha de bronze | Rússia          | Alexei Nemov    | 9,787 |
| 4                 | Coreia do Norte | Kim Hyon Il     | 9,762 |
| 5                 | França          | Patrice Casimir | 9,725 |
| 6                 | França          | Eric Poujade    | 9,700 |
| 7                 | Bielorrússia    | Ivan Ivankov    | 9,625 |
| 8                 | Ucrânia         | Grigory Misutin | 8,200 |

| Pos.             | País           | Ginasta              | Pts   |
| ---------------- | -------------- | -------------------- | ----- |
| Medalha de ouro  | Itália         | Juri Chechi          | 9,825 |
| Medalha de prata | Bulgária       | Jordan Jovtchev      | 9,737 |
| Medalha de prata | Hungria        | Szilveszter Csollany | 9,737 |
| 4                | Roménia        | Dan Burinca          | 9,712 |
| 5                | Bielorrússia   | Ivan Ivankov         | 9,675 |
| 5                | Cuba           | Damian Merino        | 9,675 |
| 7                | Rússia         | Alexei Voropaev      | 9,637 |
| 7                | Estados Unidos | Chris Lamorte        | 9,637 |

| Pos.             | País          | Ginasta            | Pts   |
| ---------------- | ------------- | ------------------ | ----- |
| Medalha de ouro  | Rússia        | Alexei Nemov       | 9,756 |
| Medalha de prata | Coreia do Sul | Yeo Hong-Chui      | 9,743 |
| Medalha de prata | Itália        | Andrea Massucchi   | 9,743 |
| 4                | Cazaquistão   | Sergei Fedorchenko | 9,643 |
| 4                | Bielorrússia  | Vitaly Scherbo     | 9,643 |
| 6                | Suíça         | Dieter Rehm        | 9,556 |
| 7                | Alemanha      | Valery Belenky     | 9,437 |
| 8                | Rússia        | Alexei Voropaev    | 9,431 |
| 9                | Hungria       | Zoltan Supola      | 9,400 |

| Pos.             | País            | Ginasta         | Pts   |
| ---------------- | --------------- | --------------- | ----- |
| Medalha de ouro  | Ucrânia         | Rustam Charipov | 9,750 |
| Medalha de prata | Bielorrússia    | Vitaly Scherbo  | 9,737 |
| Medalha de prata | Rússia          | Alexei Nemov    | 9,737 |
| 4                | Bielorrússia    | Ivan Ivankov    | 9,725 |
| 4                | Coreia do Sul   | Jung Jin-Soo    | 9,725 |
| 6                | Bulgária        | Ivan Ivanov     | 9,650 |
| 7                | Coreia do Norte | Pae Gil Su      | 9,625 |
| 8                | Alemanha        | Valery Belenly  | 9,587 |

| Pos.              | País           | Ginasta            | Pts   |
| ----------------- | -------------- | ------------------ | ----- |
| Medalha de ouro   | Espanha        | Jesus Carballo     | 9,800 |
| Medalha de prata  | Bulgária       | Kasimir Dounev     | 9,775 |
| Medalha de bronze | Bielorrússia   | Vitaly Scherbo     | 9,762 |
| 4                 | Eslovênia      | Aljaz Pegan        | 9,750 |
| 5                 | Estados Unidos | Chalney Umphrey    | 9,712 |
| 6                 | Cazaquistão    | Sergei Fedorchenko | 9,475 |
| 7                 | Hungria        | Zoltan Supola      | 9,375 |
| 8                 | Canadá         | Richard Ikeda      | 8,075 |